# Крутогорье (Липецкая область)
Крутого́рье — село Падовского сельсовета Липецкого района Липецкой области.
Расположено на правом берегу Воронежа при впадении в него реки Белый Колодезь. На противоположном берегу Белоколодезя расположено село Пады.

## История
Селение возникло в начале XVII века (или раньше). Было частью селения Падовских слабод, составляющих  — Бе́лый Коло́дезь.
Село Белый Колодезь упоминается впервые в 1613 г., как принадлежащее помещику Язвецову. В селе имеется церковь во имя Богоявления Господа, с приделом Ивана Предтечи, деревянная. Церковной пахотной земли тридцать четвертей и сенокосов по обе стороны реки Бело-Колодезя вдвое больше. Помещичьей и крестьянской земли двадцать четвертей, да дикого поля восемьдесят четвертей. Кроме того, помещик Иван Иванович Язвецов примерил себе лишних земли и пашни двести четвертей. Грамотой царя Михаила Фёдоровича, с припиской дьяка Герасима Мартемьянова, та примеренная земля отдана ему же Ивану Язвецову в его имение. Всего за ним, на реке Воронеж поместья старого и нового, что ему дано по Государевой грамоте, примеренная земля, триста четвертей в поле по обе стороны реки Бела-Колодезя, да по обе стороны реки Грязной шестьсот четвертей. А также лес большой строевой и дровяной вниз по реке Воронеж и рыбные ловли. В 1648 году крестьяне из села Белого Колодезя переведены в положение поселённых драгун.
В 1663 году драгуны сёл Белый Колодезь и Грязное завершили здесь сооружение укреплённого городка, который стал одним из опорных пунктов на Белгородской черте; он получил название Белоколо́дск.  Город Белоколодск существовал с марта 1663 года по 21 октября 1721 года.
К концу XVII столетия Белоколодск был весьма укреплённым городом. В 1779 г. Белоколодск обращён в слободу Падовскую Задонского уезда Воронежской губернии. Город с острогом Белоколодск утратил военное значение.

## Население
| 1859 | 1897  | 2010 | 2012 |
| ---- | ----- | ---- | ---- |
| 1731 | ↗1917 | ↘487 | ↗594 |

## Достопримечательности
В окрестностях Белоколодска располагался Белоколодский Спасо-Преображенский монастырь.